# 国生さゆり
国生 さゆり（、1966年〈昭和41年〉12月22日 - ）は、日本の俳優・タレント・歌手。血液型A型、身長162cm。愛称は「さゆちゃん」。ソニー・ミュージックアーティスツ所属。

## 人物
1985年（昭和60年）4月に、おニャン子クラブのスターティングメンバー・会員番号8番としてデビューした。翌年の1986年（昭和61年）に、シングル曲の「バレンタイン・キッス」でソロデビューした。
本名の正式な表記は「國生さゆり」で、小説を書く場合のペンネームとして用いている。
1980年代のアイドルの中で中森明菜、小泉今日子、斉藤由貴に影響を受けていた。特に斉藤に関してはカルピスのCMで、セーラー服に赤いストールを巻いて雪の中にいるというシーンが綺麗に見え、デビュー前であった国生は非常に感銘を受けたという。
好きなアニメ監督は宮崎駿、押井守、ウォルト・ディズニーなど。『アニメギガ・スペシャル　とことん!押井守』にも出演した。最も好きな押井守作品は『Avalon』である。
趣味はゴルフ。「週刊ゴルフダイジェスト」に隔週で対談の連載を設けていた（2006年 - 2010年）。
日本酒サービス研究会・酒匠研究会連合会認定焼酎アドバイザー。

### 交遊
タレントでは青田典子、ミッツ・マングローブらと親しくしており、勝俣州和や星田英利、ココリコの遠藤章造、ダイノジの大地洋輔などが国生の大ファンだったことを告白している。

## 経歴

### 芸能界入り前から、おニャン子クラブ卒業まで
鹿児島県鹿屋市出身。名前の「さゆり」は父が吉永小百合のファンであったことから、さゆりと名付けられた（そのまま漢字書きにすると中央に線を引いた時、二つに割れると懸念した事と、漢字表記にすると受けるイメージが固いと考えて平仮名にしたという）。2歳年下の弟がいる。4歳の時に長崎県佐世保市に移り、佐世保市立春日小学校→鹿屋市立西原小学校（5年生から）・鹿屋市立第一鹿屋中学校・私立鹿児島実践女子高等学校（後の鹿児島学芸高等学校）→清水ヶ丘高等学校（広島県呉市、2年生夏から）卒（父親が海上自衛官で、佐世保基地から鹿屋基地、呉基地への転勤にともなうもの）。
中学入学後はバレーボール部に入ったが、バレーの選手としては背が低かったことと、陸上部の先生から誘われたことで、中学1年の2学期から陸上部に転じ、以後は陸上競技に打ち込む。100メートルのベストタイムは12秒8。「12.8秒。これが私の青春です」と1987年3月のおニャン子クラブの卒業式の記念プロモにて自らが語るほどであった。また1986年2月、TBS系『ザ・ベストテン』において（デビュー曲『バレンタイン・キッス』がランクインした時）司会の小西博之と100メートル走の競走という企画があった。
高校在学中の1984年、第3回ミス・セブンティーンコンテスト（過去最大応募総数18万325人）中国地区代表に選出され全国大会に出場（同コンテストの同期には渡辺美里・工藤静香などがいる）。高校の友達がコンテストに写真を送るから一緒に参加してはどうかと勧めたことが応募のきっかけである。
入賞はできなかったが、大会終了後にCBSソニーから1985年1月2日放送『第14回レコード10社対抗 ’85新春オールスター大運動会』(TBS)に「運動会要員」として出場しないかと声をかけられる。これは陸上短距離走のインターハイ選手であった国生にゼッケンの社名をアピールしてもらいたいという狙いであった。レコード会社対抗運動会には二度出場し、運動神経の良さを売りにしていた石川秀美を追い抜いたこともある。
CBSソニーからは正式にスカウトされたわけではなかったので、高校卒業後は資生堂の美容部員に就職が内定しており、広島のデパートの化粧品売り場に立つ予定だった。しかし、先のCBSソニー担当者による薦めで1985年2月にフジテレビで放送される、深夜番組『オールナイトフジ』の特別番組『オールナイトフジ 女子高生スペシャル』に出演。この特番は同年4月1日から同局で始める新番組『夕やけニャンニャン』のパイロット番組であり、番組の中でアシスタント兼マスコットとして結成される女性アイドルグループ・おニャン子クラブのメンバー選定も含まれていて、CBSソニー担当者からはそのテストを設けられての出演でもあった。何十人にも及ぶ同年代の少女たちが出演していた特番の中で行った“美少女コンテスト”において優勝するなどして、その関門をクリア。それにより、地元での就職は取り止めて、芸能界入りするために高校を卒業するのと同時に単身上京した。なお、高校時代を広島県で過ごしたため、デビュー当時は「広島出身」としていた（現在は「鹿児島出身」としている）。所属事務所は、CBSソニー運営のエイプリル・ミュージック（現在のソニー・ミュージックアーティスツ）。そして、おニャン子クラブ会員番号8番として『夕やけニャンニャン』開始とともにおニャン子クラブのスターティングメンバーに選ばれ芸能界デビューした。
おニャン子クラブの最初期メンバー11人は東京とその周辺地域出身者が多く、地方出身は国生だけであった。また、素人集団というおニャン子クラブのイメージだが実際は内海和子のような子役上がりの子もおり、素人の身で芸能界を目指して単身上京した国生はコンプレックスを感じていた。しかしそれだけにやる気は人一倍強く、初期メンバーにはバイト感覚で参加している者もいたことで仕事に対する熱情にかなりの温度差があり、当初はメンバー内で孤立したという。学生時代は陸上部のキャプテンを務めていたことに加え、『夕やけニャンニャン』開始時には既に学生ではなかったことから、夕方5時放送開始の番組には日中のリハーサルから連日参加し、陸上部のキャプテン時代とリハーサルで得た体験を交えつつ、自発的に歳下の学生メンバーに指導するなど、自然とおニャン子クラブのリーダー格となっていった。『夕やけニャンニャン』放送開始から三ヶ月後の7月、おニャン子クラブはポニーキャニオンから出したデビュー曲「セーラー服を脱がさないで」でブレイクを果たすも、この当時のおニャン子クラブにおけるパブリックイメージは、「セーラー服を脱がさないで」フロントヴォーカルの4人である新田恵利、中島美春、福永恵規、内海和子に集中していたため、4人の後ろでその他大勢の一員として踊っているだけの国生がおニャン子クラブのメンバーであることは世間一般的にはまだまだ知られてなかった。おニャン子クラブからの第二弾として9月にCBSソニーからソロデビューした河合その子のキャンペーンに同行した以外は特に目立ったソロ活動のない状態が続いた。
この当時について、「ソロで出れるのか、グループで出れるのか、それとも出れないのか、とてもピリピリしていた。」「先にソロデビューを果たしている新田恵利や河合その子を応援したいという気持ちと嫉妬心とが入り混じり、女の子ならではのとても複雑な気持ちで見ていた。」と振り返っている。
混沌とした気持ちの1985年から抜けた翌1986年になってようやく国生にも運が開き、2月1日に、国生さゆりwithおニャン子クラブ（国生のサブボーカルがつく）名義のもと『バレンタイン・キッス』でソロデビュー。おニャン子クラブが大ブームだった中で同曲は約30万枚のヒットとなり、現在でもバレンタインシーズンには定番の曲となっている。しかし、おニャン子クラブ関連の曲がオリコン1位が当たり前だった状況の中で最高位2位という結果に甘んじる。新田や河合は1位を獲得しているだけに「二人には負けたくなかった」と、当時の悔しい心境を語っている。また、2017年の別冊宝島のインタビューでは、当時そもそもデビューできると思っていなかったといい、サブボーカルが付いたのも1人では難しいという担当マネージャーの判断による。
ソロデビューに合わせて『夕やけニャンニャン』とおニャン子クラブのスタッフらは、国生を積極的に推すようになり、歌手活動以外にも『スケバン刑事II 少女鉄仮面伝説』へのメインゲスト出演や、『月曜ドラマランド』などおニャン子クラブ主体のドラマにも主役格で出演させたことで瞬く間に中心メンバーへと躍り出たが、主演作「お嬢様はおニャン子クラブ⁈花吹雪893組」の撮影の際、チーフマネージャーが現場を外すと、監督からシミーズ一枚での演技を強要され、国生は「こんなことまでしなければ、芸能界で生きていけないのなら辞めます」と宣言した。この件に関してはチーフマネージャーと監督の間で密約が成立していたという。この頃、このマネージャーはプロモーションと称して自身の支持政党「赤旗」の取材を強要してもいる。断固拒否した国生に「スケジュールはお前が決めることではない」と言い、それ以来、国生には仕事の選択権が無くなった。3代目カネボウ秋のキャンペーンガールに選ばれるなどの活動をみせた。この頃から「芯の強さ・気の強さ」を国生の意思に反して前面に出すようになり、おニャン子クラブのリーダーとしてのイメージも定着してゆく。国生の親衛隊はつなぎ姿の若者が多かった。
リーダーとして後輩の指導にも積極的に関わっていたが、ソロデビュー以降は「年下のメンバーの子たちの中に、自分から入ってはいかなかった」という。<国生が挙げる仲の良かったメンバーは福永恵規、樹原亜紀、名越美香など、自身が「おとな組」と称する面々（新田との確執に関して「仕事に撤せられない人は嫌いです」と、暗におニャン子内に派閥が存在していることを認める発言をしているが、樹原や名越は芸能界での成功を目指していたわけではなかった）特に同い年で、同じく就職を取り止めておニャン子入りした福永のことは「東京に来てはじめてできた友達」と表現している。
バイクの免許を取得し、同年10月から約一か月掛けて北アメリカ大陸を横断する企画を実行。その様子は『夕やけニャンニャン』内で逐一報告された。完走を遂げた際には「（交通）事故を起こすと芸能活動ができなくなるので、もうバイクには乗れません」と、涙ながらに発言。ビデオソフト「HELLO!アメリカ」（2004年にDVDソフト化）、写真集「EAGLE」などの形で商品化された。
1987年3月、『夕やけニャンニャン』およびおニャン子クラブを卒業。卒業当日、「おニャン子の想い出を缶詰に入れ、冷蔵庫に入れて保存しておきたいですっ!」と述べた が、後にこの時のVTRを観たタモリから「缶詰に入れたら、何も冷蔵庫に入れる必要はないじゃないか」という突っ込みを入れられる。

### おニャン子クラブ卒業→ソロ本格デビューのころ
卒業時、『夕やけニャンニャン』とおニャン子クラブのブームは峠を過ぎていたが、ソロとしての国生さゆりはアイドル絶頂期にあり、卒業直後には初主演映画『いとしのエリー』が劇場公開。三浦友和と共演できたことは嬉しかったといい、山口百恵と三浦友和が出演していたアーモンドチョコレートの販促用下敷きを「今でも実家で大切にしてます」と話した思い出を後に語っている。また、同年5月に『キスより簡単』で連続ドラマ初主演を果たすなど、卒業後もその活動の勢いは続いた。
そして、同年8月の『夕やけニャンニャン』番組終了時まで他の卒業したメンバーらと幾度もゲスト出演し、おニャン子クラブの解散コンサートにも出演するなど、実質的には最後まで関わっていた。
おニャン子クラブが解散した後は、卒業していたとはいえ、中心メンバーの一人であったことからその煽りでアイドルとしては翳りが出てしまい、1988年でシングル曲、翌1989年でアルバムが途絶えて歌手活動は休止してしまったが、並行していた女優活動の方ではさらに花開き、1988年のエランドール賞新人賞を受賞。おニャン子クラブ時代のイメージである快活な女性から淑やかな女性まで様々な女性像を演じていき、多くのドラマや映画に出演していく。ただこの頃に、当時親交のあった長渕剛との絡みで、長渕が長渕のADに暴行するのを助勢したなどと報じられるなど一部メディアで批判が出るようになる 。
1991年のドラマ『しゃぼん玉』出演以降、長渕剛との不倫関係が噂されるようになる。これに関して長渕は「自分は一般常識の範囲外で生きている」と発言。1995年1月、長渕が大麻取締法により逮捕されたのを受けて記者会見を開き、自身は薬物に無関係であり、長渕の夫人（志穂美悦子）を交えて話し合い不倫関係を清算させたと発表。「潔い」、「保身のために逃げた」と賛否が分かれたが、この件を機にバラエティ番組に多く出演するようになり、「強気に恋愛を語る」というキャラクターを得る。
1995年4月から『ウッチャンウリウリ!ナンチャンナリナリ!!』にレギュラー出演。番組の企画で、室井滋、高山理衣との3人組ユニットMckeeを結成。曲を出し、オリコン初登場28位を記録するという結果になる。しかし、リリースした曲はこの1曲で終わり、Mckeeも自然消滅した。番組のマイナーチェンジ（「ウッチャンナンチャンのウリナリ!!」へ番組名改名・番組内容大幅リニューアル）により1996年の夏に降板した。
これ以降も読売テレビ制作『島田紳助がオールスターの皆様に芸能界の厳しさ教えますスペシャル!』などに出演。
歌手活動はミニアルバム『さかな』を最後に退いている。当時のチーフマネージャーの「俺の目が黒いうちは、二度と歌わせない」という意向からだったという。歌手を続けたかった国生は話し合いを求めたが通らず、話し合いさえ行われなかった。

### おニャン子再結成以後今日まで
2000年11月、中学時代の同級生だった初恋の一般人男性と同窓会で会ったのをキッカケに結婚。結婚初期は鹿児島県内に居住し、仕事の度に東京へ向かう生活を送っていた。結婚生活中から再びバラエティ番組への出演も増える。
2002年、おニャン子クラブの再結成に参加。シングル「ショーミキゲン」では、おニャン子クラブの楽曲ではじめてフロントボーカルを担当した。
2003年8月に中学時代の同級生だった一般人男性と離婚。その後、1年間ほどのブランクを経て再び同棲する関係になっていたことが2007年6月になって報道されたが、2008年8月になって再び同棲が解消されていると報道された。
2007年2月13日にテレビ朝日系列で放送された『ロンドンハーツ』ではドッキリ企画として番組内のライブで21年ぶりに「バレンタイン・キッス」をデビュー当時の衣装とポニーテールの髪型で再現。ライブ当日での急遽出演依頼であったため、感涙していたと同時にもう少しレッスン時間が欲しかったと伝えていた。「バレンタイン・キッス 2007」と銘打った新録音バージョンをインターネット配信で発表した。
2008年、デビュー曲のセルフリメイク「バレンタイン・キッス 2008」を発表。同年2月14日、AKB48のライブ内で歌唱された「バレンタイン・キッス」でもドッキリ企画として同曲の2番目のフレーズから参加し、AKB48との共演を果たす。この後の記者会見では報道陣に今でも「現役アイドル」宣言をした。
また、事務所の後輩で奇しくも自身と同じ番号「8」を持つアイドリング!!!8号のフォンチーに対し「フォンチーね、ちょっと太ったのよね」と指摘し、そこからしっかりダイエットを成功させたフォンチーを褒め、フォンチーも国生のことを尊敬するようになった。
11月には、女子プロレス団体OZアカデミーによる新宿FACEでの興行に、交友関係のあった尾崎魔弓のセコンドとして登場。以降、尾崎魔弓率いる尾崎軍のマネージャーとして参加している。
2009年12月24日、コンサルタント会社社長の男性と婚約。2012年2月14日に婚姻届を提出。
2010年7月、おニャン子クラブ在籍時には犬猿の仲と言われた新田恵利と有楽町のディスコ「クラブディアナ」で同じステージに立ち、新ユニット結成を約束した。
同年11月、宝くじで100万円を当てたことを本人のブログで報告した。その後、2011年3月11日、東北地方太平洋沖地震（東日本大震災）の義援金として、当選した宝くじの当選金100万円全額を寄付すると自身のブログで明かした。
2013年9月13日、コンサルタント会社社長の男性と9月9日に離婚した事を、レギュラー出演している『ハピくるっ!』（関西テレビ）および自身のブログで公表した。
2015年6月メッセンジャー黒田と同棲していると報道された。
1980年代のアイドルの中で、中森明菜、小泉今日子、斉藤由貴に影響を受けていた。特に斉藤に関してはカルピスのCMで、セーラー服に赤いストールを巻いて雪の中にいるというシーンが綺麗に見え、デビュー前であった国生は非常に感銘を受けたという。1980年代のアイドル業界については2017年の取材で「今は、何かをやろうとすると、その予算で売上げが立てられるか、最初に聞かれます。でも80年代って『それ面白いね』でやってしまう。後からいろいろくっついてきて、後の後でお金の話が出てくる。なんでも面白がってやった時代」と振り返っており、さらに「今は、どうしても時間の制約が出てくるので、私は懇切丁寧に教えてもらった世代だなと思います」と感謝の意を述べている。
アイドル時代、毎日新聞に「当世風　美しき虚像」と題して取り上げられた際に、「アイドル青田買い時代の目立ちたがり娘は、テレビカメラに向かって確かめる。テレビよ、テレビよ、一番の器量よしはだれ？」「会ってみたら、ろくなあいさつもあらばこそ、人前かまわず髪をブラッシングするわ、足を投げ出すわ。ほおづえ突いて、“変に大人になりたくないしぃ”」「芸能界はアイドル人気の使い捨てばやり、美しい虚像も早々と“星屑”にならなければいいんですが」などと酷評されたことがあった。後のインタビューで、「この当時はおニャン子クラブのメンバーを含めた他のアイドルを必要以上にライバル視していたことから、色々と疑心暗鬼に陥っていた。取材の時にいい顔しなかったのがいけないのに、ホント、ヤナ奴だよねー。マスコミに批判された時はすごいコタえたが、結局悪いイメージにしても何にしても自分が作ったものなんだよね。今にして思えばさゆりが蒔いた種なんだ」と語っていた。
おニャン子クラブに在籍していた時、本屋にいたら店の向こう側から自分を無断で撮影していたカメラ小僧を見つけたので、気付かれないように店を出るとカメラ小僧の後ろに回って相手を驚かせて、「何やってんだ、お前」と問い詰めた挙句、カメラ小僧の写真フィルムを全て没収して台無しにしたことがあった。
NHK-BS2の番組『アニメ夜話』に3回にわたって出演した（『BSアニメ夜話スペシャル　とことん!あしたのジョー』を含めると4回）。『ルパン三世 カリオストロの城』の回では唐沢俊一と討論した。

### 小説家として
2020年春、新型コロナウイルス感染症の流行でステイホームを強いられていたのを契機に、小説の執筆活動を始めた。2021年7月には『小説家になろう』への投稿も開始する。『なろう』への投稿は「せっかく書いた文章がスマホから消えてしまわないように」という目的が主で「誰かに見せようというつもりはなかった」が、その後ファンからの指摘もあり、2022年5月には『なろう』で執筆していることを正式に認めた。『なろう』では本名の「國生さゆり」のほか、「結城中佐」というユーザー名も使用している。

## エピソード
前述の通り、高校を卒業しおニャン子メンバーになる前は、資生堂の美容部員での就職が決定していた。しかしおニャン子メンバーになった後に、資生堂の競合他社であるカネボウの1986年秋のキャンペーンガールとしての話があった時、国生は「（カネボウに）選出していただいたのは光栄だが、資生堂に何か申し訳ない気持ちは多少有ります」と語っていた
2008年年にテレビ朝日で放送された『仮面ライダーキバ』の過去編がおニャン子クラブの流行った1986年という設定になっていたためおニャン子関連の楽曲がよく流れ、その際に国生自身の名前も登場した。

## 出演

### テレビドラマ
太字は主演作品

#### NHK
- ドラマ10 真夜中のテニス（1990年4月 - 5月）
- 大河ドラマ 翔ぶが如く（1990年1月 - 12月） - 西郷清子 役
- 土曜ドラマ 春の一族（1993年4月 - 5月） - 沢島桂子 役
- 連続テレビ小説
  - ぴあの（1994年4月 - 10月） - 桜井鼓 役。國生さゆり名義
  - まんてん（2002年9月 - 2003年3月） - 野島三奈代 役
  - 天花（2004年3月 - 9月） - 森田聡子 役
- 負けぬが勝ち〜川崎純情ジム物語〜（1997年5月、NHK BS2）
- フェルメールの囁き（1998年6月、ハイビジョン試験放送） - 主演
- NHKドラマ館 疾風のように（1999年10月）
- ジャッジ 〜島の裁判官奮闘記〜（2007年10月 - 11月） - 池田里美 役
  - ジャッジII 〜島の裁判官奮闘記〜（2008年10月 - 11月）
- 中学生日記「バレンタインの放課後」（2009年2月、NHK名古屋） - 声の出演、オープニングで「バレンタイン・キッス」の歌詞を朗読
- コンカツ・リカツ（2009年4月 - 5月） - 松崎るり子 役
- 日本怪談百物語（2009年8月16日）
  - 「懺悔花」「番町皿屋敷」 - 朗読
  - 「鈴の音」「もう半分」「雪女」 - 即興2人芝居
- ハイビジョン特集ドラマ 生むと生まれるそれからのこと（2011年8月27日、BSプレミアム） - 森清美 役
- NHKドラマ部幽霊対策シリーズ - 岩岸佳代子 役
  - 朝ドラ殺人事件（2012年3月28日・29日）
  - 大河ドラマ大作戦（2012年8月26日）[37]
  - 放送博物館危機一髪（2013年3月29日）
- プレミアムドラマ これでいいのだ!!赤塚不二夫と二人の妻（2012年4月8日、BSプレミアム） - 登茂子（赤塚不二夫の元妻） 役
- 岐阜発地域ドラマ ガッタン ガッタン それでもゴー（2015年10月28日、BSプレミアム） - 森田春子 役

#### 日本テレビ系
- 24時間テレビスペシャルドラマ 車椅子の花嫁（1987年8月22日） - 主演・戸沢ひとみ 役
- 火曜サスペンス劇場
  - 狙われた白衣の天使（1988年4月、リバース企画） - 主演・藤谷陽子 役
  - 六月の花嫁シリーズ 結婚写真（1991年6月18日） - 主演
  - 危険な乗客（1992年、東宝） - 主演・草加英子 役
  - 運命の女（1997年6月） - 冴子 役
  - ひとことの罪（1999年9月） - 主演・的場佳代 役
  - 小京都ミステリー28・長崎ビードロ殺人事件（2000年8月） - 椎名瑠璃 役
  - 京都金沢殺人事件シリーズ2 京都金沢舌切り雀殺人事件（2002年8月）
  - 考古学者佐久間玲子3・金印とヒスイの涙（2003年11月）
  - 緊急救命病院2（2004年8月） - 塚田美紗緒 役
  - 事件記者・三上雄太2（2005年5月） - 松宮留美子 役
- 春の砂漠（1988年4月 - 7月）
- 水曜グランドロマン 母の帰り道（1989年4月）
- 外科医有森冴子 第12話（1990年6月30日） - ゲスト
- あなたの知らない世界 不思議な愛の物語（1991年3月30日）
- あっかんべーぜ「なかよし」（1991年9月） - 主演
- 素敵にダマして!（1992年4月 - 6月） - 平井章子 役
- ドラマシティー'92
  - 俺のベイビー! 春風荘異聞（1992年4月） - 陽子 役
  - いまも友だちいますか?（1992年9月） - 主演
- まったナシ!（1992年7月 - 9月） - 石田真由美 役
- 金田一少年の事件簿 第2シリーズ 第1話「悪魔組曲殺人事件」（1996年） -  紅亜理沙 役
- たたかうお嬢さま 出産スペシャル（1996年12月）
- 新・夜逃げ屋本舗 最終話（2003年6月25日） - 北條政子 役
- 秋の特選サスペンス ザ・ボディガード（2005年11月） - 美波 役
- 日本史サスペンス劇場 奇妙な夫婦 夏目漱石とその妻（2009年2月） - 夏目鏡子 役
- 金曜ロードSHOW! 特別ドラマ企画 ヒガンバナ〜女たちの犯罪ファイル（2014年10月24日） - 江藤環 役

#### テレビ朝日系
- 風呂上がりの夜空に 第5話（1987年12月7日）
- 木曜ドラマ
  - だまされたって、愛されたい（1989年5月）
  - 東京湾ブルース（1990年10月 - 11月）
- 松本清張作家活動40年記念・砂の器（1991年10月） - 田所佐知子 役
- ネオドラマ
  - 気持ちいいネ!（1992年6月） - 主演
  - Ifのふたり（1992年12月） - 主演
- 四匹の用心棒V かかし半兵衛無頼旅（1993年10月、東映） - おふう 役
- 時代小説大賞スペシャル 海鳴りやまず 八丈鬼火島（1995年4月、朝日放送創立45周年記念番組）
- ミラクル仮面高校生（1995年7月） - 桃山美咲 役
- 土曜ワイド劇場
  - 事件4・京都西陣に消えた女（1996年6月） - 落合良子 役
  - 検察事務官小錦ヤエ子（1997年4月） - 白坂みゆき 役
    - 検察事務官小錦ヤエ子2 母娘のきずな殺人事件（1998年4月）

  - 西村京太郎トラベルミステリー33・秋田新幹線こまち殺人事件（1999年9月）
  - タクシードライバーの推理日誌12・殺意のハンドル（2000年1月） - 南条秋子 役
  - 温泉若おかみの殺人推理9（2000年12月） - 吉川加那 役
    - 温泉若おかみの殺人推理17（2006年10月） - 柳下鈴子 役

  - 大阪社会部ひまダネ記者（2003年6月） - 藤堂佐知子 役
  - 殺人逃亡者の妻（2004年3月） - 村田洋子 役
  - 花の棺（2005年4月） - 小川麻衣子 役
  - 火災調査官・紅蓮次郎7（2007年1月） - 手嶋弥生 役
  - 棟居刑事の純白の証明（2007年） - 竹内織江 役
  - 終着駅シリーズ21・悪の条件（2007年9月） - 海原ちづる 役
  - 天才刑事・野呂盆六4（2009年7月） - 火ノ宮炎香 役
  - 刑事の妻〜デカツマ〜2・妻の浮気チェックが不倫連続殺人事件を呼ぶ！（2009年8月） - 松野喜美子 役
  - 法医学教室の事件ファイル30・女医vs水曜日の絞殺魔!（2010年） - 柳田冬美 役
  - タクシードライバーの推理日誌29・塀の中からの乗客　（2011年7月2日） - 市川志穂 役
  - 検事・朝日奈耀子12（2012年6月2日） - 森野京子 役
  - 温泉 (秘) 大作戦12（2013年1月12日） - 松本純子 役
  - 森村誠一の終着駅シリーズ27・悪の魂（2013年9月28日） - 川名恵 役
  - 100の資格を持つ女8（2014年1月11日、朝日放送） - 迫田真美 役
  - 京都南署鑑識ファイル8・氷上の連続殺人!!（2014年6月14日） - 岡崎雅代 役
  - セイアン〜生活安全特捜隊（2014年11月29日）
  - 再捜査刑事・片岡悠介7（2015年1月31日） - 安西杏子 役
  - 土曜プライム・土曜ワイド劇場 人類学者・岬久美子の殺人鑑定6（2016年6月11日） - 鈴木多香子 役
- 新春時代劇スペシャル 弁慶（1997年1月）
- あの勝海舟が最も恐れた男、サムライ小栗上野介!（1998年12月）
- 京都始末屋事件ファイル 第3話（1999年7月7月15日） - 衣笠加奈江 役
- 新・京都迷宮案内 - 曽ヶ端渚 役
  - 第6シリーズ（2003年）以降のレギュラー
- 相棒 Season 2 最終話（2004年3月17日） - 永井紘子 役
- 女と男と物語 PART III「午前0時のバーカウンター」（2005年6月4日） - 小松咲子 役
- 特命係長 只野仁 スペシャル第2弾 狙われたセレブな女たち（2005年8月） - 白井慶子 役
- ミヤコ蝶々ものがたり（2007年3月） - 前田由美子 役
- 帰ってきた時効警察 第7話（2007年5月25日） - 御厨まさへ 役
- 吉原炎上（2007年12月） - 如月 役
- おみやさん 第6シリーズ 第10話（2009年1月29日） - 大塚（横井）楓 役
- メイド刑事 最終話（2009年6月 - 9月） -、大隈季和子 役
- 女帝 薫子（2010年4月 - 6月） - 日出子ママ 役
- ハガネの女 Season2 第4話（2011年5月12日） - 松谷真知子 役
- 俺の空 刑事編 第4話（2011年11月6日） -  神宮寺美園 役
- 警視庁捜査一課9係 season8 第2話（2013年7月17日） -  山下紗登美 役
- 京都人情捜査ファイル 第2話（2015年5月7日） - 越坂文香 役
- 木曜ミステリー
  - 警視庁・捜査一課長season2（2017年） - 松宮玲子 役
  - 遺留捜査（2017年） - 西岡真由美 役
  - 科捜研の女（2018年） - 宝井日美子 役
  - IP〜サイバー捜査班 第2話（2021年78月日） - 宮原涼花（置屋の女将） 役
- 日曜プライム 鉄道捜査官18（2018年） - 河嶋充子 役

#### TBS系
- ドラマ23
  - ひと夏の体験（1988年8月 - 9月） - 主演
  - こまったもんだTHEY!?（1988年11月） - 主演
- 土曜ドラマスペシャル ロマンチック街道　恋に落ちて（1988年9月）
- 年末年始ホテル物語（1988年12月） - 主演・立花瞳 役（村上弘明とW主演）
- ウルトラマンをつくった男たち 星の林に月の舟（1989年3月） - 加納幸子 役
- アイラブユーからはじめよう（1989年4月 - 6月）
- ホテル物語・夏!（1989年7月 - 9月） - 村崎亜沙子 役
- 時代劇スペシャル 田村正和・刀化粧（1989年9月） - おもん 役
- 向田邦子新春ドラマスペシャル 隣りの神様（1990年1月） - 宮部笙子 役
- ドラマチック22 秋に嫁ぐ日（1990年11月3日）
- 東芝日曜劇場
  - 恋愛本線、駆ける（1990年11月） - 主演
  - いつかライオンの夢を（1992年7月、毎日放送）
- 新春時代劇スペシャル 柳生十兵衛・決闘! 花の吉原（1991年1月） - 咲花 役
- 月曜ドラマスペシャル
  - 株式会社徳川家康（1991年3月）
    - 新・株式会社徳川家康（1992年3月）

  - 天皇の料理番（1993年2月）
  - 女パチプロ・演歌のすみれ（1996年4月） - 咲 役
  - 一色京太郎事件ノート 4（1997年2月） - 絹川亜衣 役
- ルージュの伝言 vol.2「天国のドア」（1991年4月 - 9月） - 主演・江崎里香子 役
- それでも家を買いました（1991年4月 - 6月） - 沢口香苗 役
- ビーナスハイツ（1992年10月 - 1993年3月、毎日放送） - 斉藤さやか 役
- 泣きたい夜もある「見合いの不始末」（1993年5月16日、毎日放送） -  主演・紀子 役
- 松本清張一周忌特別企画・或る「小倉日記」伝（1993年8月） - 山田てる子 役
- とっておきの夏（1993年9月）
- RUN（1993年10月 - 12月） - 朝霧けい子 役
- 恋の神様（2000年1月 - 3月） - 川久保ナナ 役
- 水曜プレミア 大都会の女たち（2004年5月） - 康江 役
- ドラマ30 デザイナー（2005年10月 - 11月、毎日放送） - 鳳麗香 役
- 月曜ゴールデン
  - 離婚妻探偵（2006年11月27日） - 遠山美香子 役
  - 血痕3 警科研・湯川愛子の鑑定ファイル（2010年1月25日） - 舟木涼子 役
  - 世直し公務員 ザ・公証人 9（2011年6月13日） - 星峰志津加 役
  - 家庭教師が解く! 〜殺人方程式の推理ドリル〜（2013年5月20日） - 須藤敦子 役
  - 狩矢警部シリーズ13・京都人形浄瑠璃殺人事件（2014年3月3日） - 岸田京華 役
  - 釣り刑事6（2015年5月18日） - 泉加代子 役
- 月曜名作劇場　魔性の群像4（2017年） - 須永弥生 役

#### テレビ東京系
- 文吾捕物絵図 張り込み（1996年4月） - おあき 役
- 向田邦子ドラマスペシャル かわうそ（1996年9月）
- 日本名作ドラマ 子を貸し屋（1996年12月） - おせき 役
- 12時間超ワイドドラマ 家康が最も恐れた男 真田幸村（1998年1月） - 霧隠才蔵 役
- 女と愛とミステリー
  - 小早川警視正シリーズ - 夏木香奈 役
    - 京都羅生門殺人旅情（2002年5月）
    - 函館五稜郭殺人旅情（2003年5月）

  - 修善寺温泉殺人事件（2002年6月12日） - 夏目鞠子 役
  - 西村京太郎トラベルミステリー・日本一周「旅号」殺人事件（2003年4月） - 赤森陽子 役
  - 密会の宿2（2004年6月） - 江島まり 役
  - 25時13分の首縊り〜小樽・記憶喪失の女〜（2004年7月） - 秋津香苗 役
- 水曜ミステリー9
  - 刑事吉永誠一 涙の事件簿4〜いちばん大切な死体（ひと）〜（2006年8月） - 大沢敏子 役
  - 鉄道警察官・清村公三郎9・特急ゆふいんの森号九州大分殺人ルート（2012年11月7日） - 鮫島紗江子 役
  - 多摩南署たたき上げ刑事・近松丙吉11・雨に迷う死者（2013年8月21日） - 中石雅代 役
  - 森村誠一サスペンス・刑事の証明6（2013年10月9日） - 妹尾恭子 役
  - 警視庁特捜対策室 迷宮捜査の女（2015年1月21日） - 佐伯晴香 役
  - 検事・沢木正夫3（2015年8月19日） - 辻川嘉穂 役
  - 水曜エンタ・水曜ミステリー9 警視庁特命刑事☆二人2（2017年1月25日） - 杉原光子 役
- 超歴史ミステリーロマン4 女たちの戦国（2007年） - 吉乃 役
- 死化粧師 エンバーマー間宮心十郎（2007年10月 - 12月） - 小雪宵子 役
- 保育探偵25時〜花咲慎一郎は眠れない!!〜 第2話（2015年1月23日） - 今井慶子 役
- 駐在刑事5（2017年） - 山村由里 役
- ついていけない子さんを愛でる-SDGs&生理&サウナ 問題提起ドラマバラエティ-（2021年1月23日） - いしきたか子 役[38]

#### フジテレビ系
- スケバン刑事II 少女鉄仮面伝説 - 第9話「おニャン子クラブ全員集合!!」（1986年1月9日） - 国分さおり 役
- 月曜ドラマランド
  - ボクの婚約者（1986年1月13日）
  - 三代目はおニャン子お嬢様!?花吹雪893組（1986年3月17日） - 主演・八九三リエ 役
  - おニャン子学園危機イッパツ とんだ放課後（1986年5月12日） - 主演・さやか 役
  - 有閑倶楽部（1986年11月10日） - 主演・剣菱悠理 役
- 日生ファミリースペシャル 二十歳の時（1986年6月）
- 女と女 華やかな春（1987年1月3日） -  有香 役
- アナウンサーぷっつん物語（1987年4月 - 5月）
- キスより簡単（1987年5月 - 7月） - 主演・泉まあこ 役
- 女も男もなぜ懲りない（1987年10月 - 12月） - 滝なつ美 役
- 新春！初笑い!!志村けんのバカ殿様（1988年1月）
- 金曜おもしろバラエティ 悲しみがとまらない（1988年7月）
- 新春時代劇スペシャル 御存知!鞍馬天狗（1989年1月）
- 悲しいほど好き!〜Mr.ダンディーお嬢さまに恋をする〜（1989年12月）
- 世にも奇妙な物語
  - 第1シリーズ「プレゼント」（1990年6月） - 主演・蓉子 役
  - 土曜プレミアム 21世紀21年目の特別編「PETS」（2011年5月14日） - ローズ 役
- 花王ファミリースペシャル
  - 森田芳光ドラマ・今夜だけのお遊び - こずえ 役
    - 猫がおジャマ（1990年10月14日）
    - 留守番電話にご用心（1990年11月4日）
    - アブナイ写真はどうする?（1990年12月2日）

  - ミスター天気予報 本日快晴!（1993年1月17日）
- しゃぼん玉（1991年10月 - 12月） - 西原ゆかり 役
- サザエさん（1992年 - 1996年） - タイコ 役
- 金曜ドラマシアター 主婦たちのざけんなヨIII OLでナゼ悪い!?（1992年10月16日） - 主演
- サスペンス明日の13章 ママの誤算・ボクの命返せ（1993年5月3日、関西テレビ） - 主演・岡崎路子 役
- if もしも 「噂好きの団地 引越のあいさつは安物か高級品か」（1993年6月10日） - 主演
- 沙粧妙子-最後の事件- 第5・6話（1995年8月9日・16日） - 北村麻美 役
- 八丁堀捕物ばなし 第2シリーズ 第5話「囮」（1996年4月 - 8月） -
- 金曜エンタテインメント
  - 浅見光彦シリーズ2・横浜殺人事件（1996年5月） - 藤本紅子 役
  - 女の怪談「土曜日の献立」（1996年8月）
  - おばさんデカ 桜乙女の事件帖8（2000年3月） - 樋口絵里香（警部） 役
  - 鞍馬天狗（2001年3月） - つぶてのおろく 役
  - 京都女優シリーズ6・大奥殺人事件（2003年8月） - 一色眞矢 役
  - 封印された「拉致」海に消えた真実〜母・寺越友枝 愛の戦い41年〜（2004年9月） - 寺越正枝 役
  - マイ・ハウス〜夢の一戸建て争奪バトル〜（2006年8月） - 加納美加 役
- 恋はあせらず 第6話（1998年5月20日） - ゲスト
- ハッピーマニア（1998年7月 - 9月） - 坂巻麗子 役
- 髪結い伊三次 第4話（1999年4月 - 6月） - 、ゆき 役
- ショカツ 第7話（2000年5月23日） - ゲスト
- 愛しき者へ（2003年3月 - 6月、東海テレビ） - 松園薫 役
- エンジン 第3・6話（2005年5月2日・23日） - 樋田景子 役
- ガチャガチャポン! 第15話（2005年7月18日） - マーリ斉藤 役
- 金曜プレステージ
  - 夏樹静子サスペンス・黒い帽子の女（2007年7月） - 船越玲美 役
  - 外科医 鳩村周五郎9（2012年3月16日） - 小早川美咲 役
  - 赤い霊柩車シリーズ31（2013年4月19日） - 本庄沙希 役
- DRAMATIC-J リバーサイド入口 第2・4話（2008年6月、関西テレビ） - 田辺百合子 役
- 東野圭吾3週連続スペシャル 回廊亭殺人事件（2011年6月24日） - 小林真穂 役
- ビューティフルレイン（2012年7月 - 9月） - 新井春子 役
- オトナの土ドラ リテイク 時をかける想い 第3話（2016年12月17日、東海テレビ） - 野々村ミヤコ 役
- ウツボカズラの夢（2017年8月 - 9月、東海テレビ） - 福本仁美 役
- 大誘拐2018（2018年） - 田野加奈子 役
- スキャンダル専門弁護士 QUEEN（2019年） - 藤原貴美子 役
- 悪魔の手毬唄〜金田一耕助、ふたたび〜（2019年） - 別所春江 役
- 日曜プライム「法医学教室の事件ファイル47」（2020年） - 斉藤弥生 役
- アバランチ 第3話・第4話（2021年11月1日・8日、関西テレビ） - 黄月蘭子 役
- スタンドUPスタート 第3話（2023年2月1日） - 羽賀綾乃 役[39]

#### その他
- カウンターのふたり「女ともだち」（2012年5月5日、TwellV） - 主演・香坂恵理 役

### 配信ドラマ
- LISMOドラマ婚前特急 -ジンセイは17から-（2009年9月、LISMO Video）
- オシャレに恋したシンデレラ（2011年10月 - 12月、Bee TV） - 兼高朝子 役
- ヤヌスの鏡（2019年8月、FOD） - 小沢貴子 役[40]
- ボーダレス（2021年3月 - 5月、ひかりTV） - 松宮寛子 役[41]
- エロい彼氏が私を魅わす（2021年9月 - 11月、FOD） - 境野万里子 役[42]

### 映画
- おニャン子ザ・ムービー 危機イッパツ!（1986年、東宝）
- いとしのエリー（1987年、東宝） - 主演・串田枝里子 役
- ジュリエット・ゲーム（1989年、ヘラルド・エース=日本ヘラルド映画） - 沢木真智子 役
- 獅子王たちの夏（1991年、東映）- テレビ局報道部記者 役
- 一杯のかけそば（1992年、東映=電通） - 先生 役
- チー公物語 ネズミ小僧のつくりかた 世紀末版（1991年、松竹）
- 落下する夕方（1998年、松竹） - 涼子 役
- EUREKA ユリイカ（2001年、サンセントシネマワークス=東京テアトル） - 弓子 役
- ふるり（2005年、スターエンターテイメント） - 北岡 役　2009年12月台湾劇場公開　お蔵出し映画祭2011にて日本初上映
- パッチギ! LOVE&PEACE（2007年、シネカノン） - お志摩 役
- Love Rider 〜until I find the key to her heart〜（2007年、吉本興業） - 後藤響子 役
- 一週間フレンズ。（2017年、FCC・松竹） - 藤宮志穂 役

### オリジナルビデオ
- 獣のように（1990年・1992年 全3作、東映ビデオ） - 桂木桃子(竹田) 役
- 大災難（1995年、徳間ジャパンコミュニケーションズ） - マリ 役

### テレビ番組
（レギュラー、準レギュラーのみ）
- 夕やけニャンニャン（1985年 - 1987年、フジテレビ）
  - 夕食ニャンニャン（1986年、フジテレビ）
- ミルッきゃナイDay（1986年、フジテレビ）
- 平成世の中研究所（1993年 - 1994年、NHK総合）
- オリンピッククイズ 燃えろ!アトランタ王（1996年、テレビ朝日）[注釈 3]
- ウッチャンウリウリ!ナンチャンナリナリ!!（1995年 - 1996年、日本テレビ）
- 恐怖の体重計（1995年 - 1996年、フジテレビ） - 司会（森口博子、有賀さつきとともに）
- クイズテレビずき!（TBS） - 不定期出演
- ダウトをさがせR（1995年、毎日放送）
- 虎の門（2004年、テレビ朝日） - 76代目司会
- ロンドンハーツ（2004年 -、テレビ朝日） - 準レギュラー
- プリティガレッジ「資格家の人々」（2005年、日本テレビ）
- ドスペ!「健康マネー術!」（2006年、テレビ朝日） - 司会（峰竜太、ベッキーとともに）
- オジサンズ11（2008年、日本テレビ） - 準レギュラー
- マンガのタカラ 〜少年週刊誌の生まれた時代〜（2009年、NHK） - 司会
- 華麗なる宮廷の妃たち 西太后"稀代の悪女"その真実（2009年、BS hi） - スタジオ進行と朗読
- 西川きよしのご縁です!（東海テレビ） - 準レギュラー
- たかじん胸いっぱい（関西テレビ） - 準レギュラー
- ホンネの殿堂!!紳助にはわかるまいっ（フジテレビ） - 準レギュラー
- 課外授業 ようこそ先輩　「もしドラ」流読書術!?　岩崎夏海（2011年、NHK総合） - ナレーション
- 密室謎解きバラエティー 脱出ゲームDERO!（2010年12月22日、日本テレビ）
- ハピくるっ!（- 2015年3月27日、関西テレビ放送） - 金曜日レギュラーコメンテーター
- PON!（2012年4月3日 - 2013年3月26日、日本テレビ） - 火曜日レギュラーコメンテーター
- ザ・追跡スクープ劇場（2011年8月 - 、日本テレビ） - レギュラーパネラー
- なるほど!ハイスクール - 準レギュラー
- 女神ビジュアル（2012年9月 - 、NHK BSプレミアム） - 準レギュラー
- プリプリ（2012年10月 - 、毎日放送） - 水曜日準レギュラー
- スイッチ!（東海テレビ放送） - 金曜日準レギュラー
- にっぽんイイね!こだわり鉄道旅 〜駅弁！食べつぶしたび〜（2017年12月23日・2018年5月9日、BS-TBS）
- 国生さゆりが巡る おもてなし旅 〜湯ったり信州 野沢温泉〜（2018年1月20日、NBS長野放送 / その後全国で順次放送）
- 痛快TV スカッとジャパン（2018年11月12日、ショートスカッと保護者役）
- 日本大根役者協会（2021年1月7日、1月14日、サンテレビジョン恋人役）

### 配信番組
- 鳥肌怨読棺（2009年7月 - 9月、Bee TV） - パーソナリティー

### ラジオ
- おニャン子のアブない夜だよ（1985年11月 - 1986年3月、ニッポン放送） - 河合その子・渡辺美奈代・横田睦美と共に
- SONY Night Square 国生さゆり 走れメロン（1986年4月 - 1988年3月、ニッポン放送）[2]

### アニメ
- シティーハンター2（1988年） - 手塚明美 役（第1・2話）

### CM
- カネボウ化粧品 （1986年） - 1986年秋のキャンペーン。シングル「ノーブルレッドの瞬間」がキャンペーンソングに起用される
- 森永乳業
  - 「エスキモーPino」（1986年 - 1987年）
  - 「チェリオ」（1988年）
- ライオン「ヘアリスト」（1988年 - 1989年）
- 宝酒造「タカラ本みりん」
- 三菱重工業　企業広告
- ツムラ「新バスクリン」
- ミズノ「ランバード」
- フジテレビジョン　キャンペーンCM「フジテレビが、いるよ。」（1995年）
- 日清食品「ラ王」（2006年） - 琴欧洲と共演
- リカーマウンテン（2008年）
- BOSS贅沢微糖（2010年）
- フローレス化粧品「母の滴」（2010年）
- レッドゾーン「LINKRU」（2012年）
- イシダ「電子棚札」（2013年12月 - ）
- ショップジャパン「レッグマジック」（2014年） - 宇梶剛士と共演
- サントリー「ジムビーム アップル」（2024年） - 松村沙友理と共演[43]

## 音楽

### シングル
| # | 発売日        | タイトル                                                | B面曲                          | オリコン最高位 |
| - | ------------- | ------------------------------------------------------- | ------------------------------ | -------------- |
| 1 | 1986年2月1日  | バレンタイン・キッス (国生さゆり with おニャン子クラブ) | 恋はRing Ring Ring             | 2位            |
| 1 | 2008年1月16日 | バレンタイン・キッス2008                                | バレンタイン・キッス2007       | 135位          |
| 2 | 1986年5月10日 | 夏を待てない                                            | サンバを躍らせて               | 1位            |
| 3 | 1986年8月14日 | ノーブルレッドの瞬間                                    | もう一度走って恋人よ           | 1位            |
| 4 | 1986年12月3日 | あの夏のバイク                                          | 夜明けまで"Happy Birthday"     | 1位            |
| 5 | 1987年3月11日 | 星屑の狙撃手                                            | こわれた太陽                   | 2位            |
| 6 | 1987年5月28日 | ソレ以上、アレ未満                                      | ノンフィクションしたい         | 2位            |
| 7 | 1987年10月1日 | 恋は遠くから                                            | コルドンブルー・ジェラシー風味 | 9位            |
| 8 | 1988年4月30日 | ガラスの森                                              | WAIT!                          | 34位           |

### 配信限定シングル
| # | 配信日        | タイトル                 |
| - | ------------- | ------------------------ |
| 1 | 2007年1月17日 | バレンタイン・キッス2007 |

### アルバム

#### オリジナル・アルバム
| # | 発売日         | タイトル         | オリコン最高位 |
| - | -------------- | ---------------- | -------------- |
| 1 | 1986年7月16日  | PEP TALK         | 2位            |
| 2 | 1987年2月1日   | BALANCE OF HEART | 2位            |
| 3 | 1988年6月22日  | SUMMERSNOW       | 44位           |
| 4 | 1989年10月21日 | さかな           |                |

#### ベスト・アルバム
| # | 発売日         | タイトル                                  | 備考 | オリコン最高位 |
| - | -------------- | ----------------------------------------- | --- | -------------- |
| 1 | 1987年8月1日   | TRANSIT -SAYURI KOKUSHO BEST-             | FM風のDJが挿入されるエディットが施されたベストアルバム。 | 12位           |
| 2 | 1988年7月21日  | 愛執 -Still Loving-                       | CBSソニーから発売された8cmCDサイズのミニベスト・アルバムシリーズ「My Favorite Songs」のひとつとしてリリースされた。 |                |
| 3 | 1997年7月1日   | 国生さゆり ベストコレクション             | CD選書の企画ベスト・アルバム「スター・コレクション・シリーズ」のひとつとしてリリースされた。 |                |
| 4 | 2002年11月20日 | GOLDEN☆BEST 国生さゆり SINGLES            | 各レコード会社の企画ベスト・アルバムシリーズ「ゴールデン☆ベスト」のひとつとしてリリースされた。 |                |
| 5 | 2015年4月29日  | ゴールデン☆アイドル デラックス 国生さゆり | 各レコード会社の企画ベスト・アルバムシリーズ「ゴールデン☆アイドル デラックス」のひとつとしてリリースされた。 全シングルレコードAB面16曲を収めたCDと、ビデオ・LDで発表されていた「HELLO! アメリカ」「ファーストコンサート DASH! KOKUSHO」の他、出演したCMなどの映像作品を収めたDVDとの2枚組 |                |

#### 合同ベスト・アルバム
| # | 発売日         | タイトル                                                               | 備考 | オリコン最高位 |
| - | -------------- | ---------------------------------------------------------------------- | --- | -------------- |
| 1 | 2010年04月28日 | GOLDEN☆BEST 河合その子・国生さゆり・城之内早苗・渡辺美奈代・渡辺満里奈 | 各レコード会社の企画ベスト・アルバムシリーズ「ゴールデン☆ベスト」のひとつとしてリリースされた。 当時、CBSソニーに在籍していたおニャン子クラブのメンバーのソロ楽曲を収録したベストアルバム。 |                |

#### 参加作品
| 発売日         | タイトル            | 楽曲                                               | オリコン最高位 |
| -------------- | ------------------- | -------------------------------------------------- | -------------- |
| 1996年4月17日  | Can't Stop My Heart | McKee名義                                          | 28位           |
| 2012年10月31日 | VOICE 2             | John-Hoonのアルバム 「愛が生まれた日」をデュエット | 22位           |

### 映像作品
| # | 発売日         | タイトル                           | 備考                            |
| - | -------------- | ---------------------------------- | ------------------------------- |
| 1 | 1986年12月12日 | HELLO! アメリカ                    | 堤幸彦が監督を務めた。          |
| 1 | 2004年9月23日  | HELLO! アメリカ                    | DVDにフォーマットを変えて再発売 |
| 2 | 1987年4月1日   | ファーストコンサート DASH! KOKUSHO |                                 |
| 2 | 2004年7月22日  | ファーストコンサート DASH! KOKUSHO | DVDにフォーマットを変えて再発売 |

### タイアップ曲
| 楽曲                 | タイアップ                                                                        |
| -------------------- | --------------------------------------------------------------------------------- |
| バレンタイン・キッス | フジテレビ系『月曜ドラマランド』エンディングテーマ 映画『すずめの戸締まり』挿入歌 |
| ノーブルレッド瞬間   | '86 カネボウ 秋 プロモーション イメージソング                                     |
| ソレ以上、アレ未満   | フジテレビ系ドラマ『キスより簡単』主題歌                                          |
| 恋は遠くから         | フジテレビ系木曜劇場『女も男もなぜ懲りない』主題歌                                |
| ガラスの森           | エスキモーアイスクリーム「チェリオ」CMソング                                      |

## 書籍
- 国生さゆり　EAGLE（渡辺達生・撮影、1986年、フジテレビ出版） - 写真集
- THE BLUE HEARTS「1000の証拠」（月刊宝島編集部・編、1989年、JICC出版局） - 寄稿
- NHKドラマ・ガイド ぴあの（1994年、NHK出版） - インタビュー収録。國生さゆり名義
- CanCam別冊 噂の化粧品 売れてるコスメ大図鑑（1995年、小学館） - インタビュー収録
- 宮藤官九郎のビガーパンツはもう穿かない!（宮藤官九郎・著、2003年、集英社） - 対談収録
- ロンドンハーツ 魔性恋愛図鑑（2004年、テレビ朝日コンテンツ事業部） - 格付けメンバーの座談会収録
- フォンチー写真集　FON FONCHI（河野英喜・撮影、2008年、スコラマガジン） - オビ推薦文
- 国生体操 身体を整えることは、心を整えること（2017年、トランスワールドジャパン）

### ウェブ連載
- 東スポWeb（2012年8月22日 - 、東京スポーツ新聞社） - 「国生さゆりのニャンたま事件簿」を連載[44]
- 小説家になろう - 「國生さゆり」名義で長編SF小説「国守の愛」シリーズを連載[注釈 4][45][46]
  - 国守の愛　第一章（2021年7月28日 - 9月1日）
  - 国守の愛・イエーガー・群青の人　　第二章（2021年9月1日 - 12月7日）
  - 国守の愛・red eyes … 第三章（2022年2月24日 - 8月5日）
  - 国守の愛・エピローグ（2022年9月 - 連載中）
  - 童話『ぬいぐるみ』（2022年11月1日 - 11月10日）
  - 詩集『夢となれ』（2022年11月 - 連載中）
  - コメディ『せいの一族』（2022年12月 - 連載中）

### CDマガジン
- 30-35 VOL.3 「おニャン子クラブ」特集（2005年、ソニー・ミュージックダイレクト） - インタビュー収録